# Quartettino (Kókai)
Pour les articles homonymes, voir Quartettino.
Le Quartettino pour clarinette, violon, alto et violoncelle est une œuvre du compositeur magyar Rezső Kókai composée en 1952.
Avec son Concerto pour violon qui date également de 1952, le Quartettino pour clarinette et cordes est l'une des œuvres de musique de chambre les plus connues de Kókai. Le pays d'origine du compositeur se manifeste dans cette pièce concentrée et divertissante avec des mélodies, des modes et des rythmes folkloriques qui se font entendre dans les quatre mouvements.
La partition est publiée en 1972 chez Editio Musica Budapest.

## Structure
La pièce est constituée de quatre mouvements courts « à la couleur modale non déguisée » :
1. Sonatina. Allegro moderato,
2. Scherzino. Allegro assai,
3. Canzonetta. Andante moderato, sempre molto rubato,
4. Finaletto. Presto.

La clarinette est utilisée en soliste et est accompagnée par les cordes.

« (...) la Sonatina introductive, à la rythmique aussi précise qu'expressive. Le Scherzino affirme une scansion rugueuse avec des instruments fréquemment à l'unisson. La Canzonetta, un andante moderato, se présente comme une immense cantilène confiée à la clarinette qui a toute liberté pour jouer les portamentos qu'exige une ligne mélodique rappelant les danses de recrutement chères aux derniers tziganes de Galanta. Le Finaletto, constitué essentiellement d'un continuo de doubles croches aux cordes accompagnant la clarinette soliste... »

— Pierre-E. Barbier

## Discographie sélective
- « Prokofiev, Kókai, Khatchatourian » par l'ensemble Walter Boeykens : Joris van der Hauwe (hautbois), Walter Boeykens (clarinette), Marjeta Korosec, Peter Despiegelaere (violon), Thérèse-Marie Gilissen (alto), Roel Dieltiens (violoncelle), Étienne Siebens (contrebasse), Robert Groslot (piano), (Harmonia Mundi, HMC901419, 1992)[1]